# Religiose di Nostra Signora di Sion
Le Religiose di Nostra Signora di Sion (in francese Religieuses de Notre-Dame de Sion) sono un istituto religioso femminile di diritto pontificio: le suore di questa congregazione pospongono al loro nome la sigla N.D.S.

## Storia

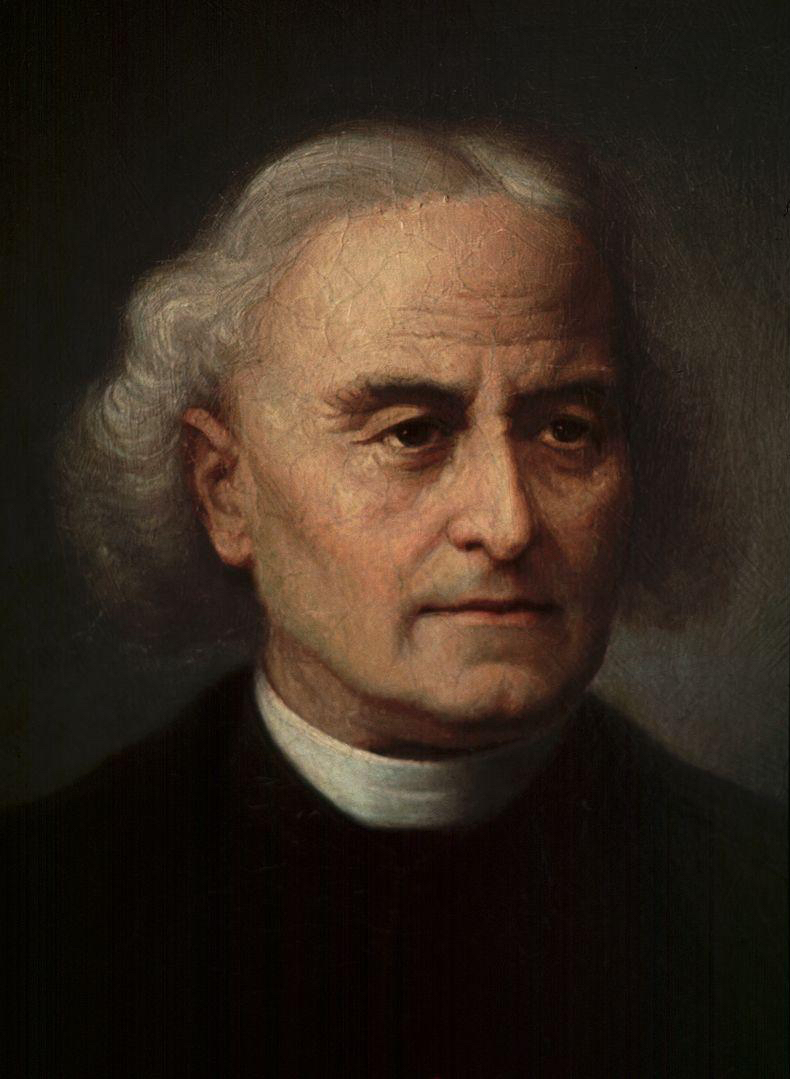
Théodore Marie Ratisbonne, fondatore della congregazione

La congregazione venne fondata da Théodore Marie Ratisbonne (1802-1884): nato a Strasburgo da una famiglia di banchieri ebrei, si era convertito al cattolicesimo nel 1827 e nel 1830 era divenuto sacerdote. Venne stimolato a creare una nuova comunità religiosa da suo fratello minore Alphonse Marie, che gli riferì di aver ricevuto, il 20 gennaio 1842, mentre si trovava nella Basilica di Sant'Andrea delle Fratte di Roma, la visione di Maria.
A Parigi c'erano numerosi ebrei provenienti dai paesi dell'Europa dell'est desiderosi di far educare cristianamente i figli e nel 1843 Ratisbonne aprì una scuola gestita dalle prime due religiose: la congregazione venne intitolata a Nostra Signora di Sion (Sion, ovvero città della Pace, era uno dei nomi biblici di Gerusalemme, e "figlia di Sion" era uno dei titoli mariani).
L'istituto ricevette il pontificio decreto di lode l'8 settembre 1863 e venne approvato definitivamente dalla Santa Sede il 14 dicembre 1874.
La protezione data dalla congregazione agli ebrei durante la Seconda guerra mondiale (vedi infra) darà l'avvio ad un cammino di riflessione che la porterà a essere in prima fila nel nascente dialogo ebraico-cristiano. Ricorda suor Marie-Dominique Gros:
(Marie-Dominique Gros, "La congrégaton Notre-Dame de Sion avant et après le Concile Vatican II", Sens 9/10 [2002], p. 489.)

## Giusti tra le nazioni
Il memoriale di Yad Vashem riconosce sette suore di Nostra Signora di Sion ed un padre di Sion come "Giusti" per aver salvato degli ebrei durante la Seconda guerra mondiale a Parigi, Grenoble, Anversa e Roma: all'indomani della retata al ghetto di Roma e fino alla Liberazione, la casa generalizia della congregazione, allora in via Garibaldi, apre le porte a 187 ebrei romani, salvandoli dalle deportazione. È numericamente il più alto contributo dato da un istituto religioso femminile romano alle operazioni di assistenza agli ebrei perseguitati.
Nel gennaio 2021 sette storie della Shoah, tra cui quella di suor Luisa (al secolo Marcella Girelli, la suora che ricevuto il riconoscimento dei "Giusti" a nome anche delle altre), sono state raccontate in un film di 40 minuti di Steven Spielberg (intitolato "Sette storie della Shoah") che l'ha donato a Roma nel giorno della Memoria.

## Attività e diffusione
Le Religiose di Nostra Signora di Sion hanno oggi come fine principale la promozione del dialogo interreligioso tra cattolici ed ebrei, ortodossi e musulmani; si dedicano all'istruzione, alla catechesi e ad altre opere di assistenza sociale e sanitaria.
Nel 1955 la congregazione ha aperto a Parigi un "Centro di Studi e Informazione su Israele". Dopo la promulgazione della costituzione Nostra aetate da parte del Concilio Vaticano II (1965), con il sostegno del cardinale Augustin Bea e di padre Cornelius Rijk promuove la costituzione del Service International de Documentation Judéo-Chrétienne (SIDIC), con sede a Roma, che dal 1966 fino al suo scioglimento nel 2007 ha svolto un ruolo di primo piano a livello internazionale nella definizione dei nuovi rapporti tra Chiesa cattolica ed ebraismo.
Sono presenti in Europa (Austria, Belgio, Francia, Germania, Irlanda, Italia, Polonia, Regno Unito, Romania, Spagna, Svizzera, Turchia), nelle Americhe (Argentina, Brasile, Canada, Costa Rica, Nicaragua, Stati Uniti d'America), in Africa (Egitto, Tunisia), in Israele, in Australia e nelle Filippine. La sede generalizia è in via Nicola Fabrizi, 2 a Roma, in un palazzo disegnato dall'architetto Gio' Ponti nel 1962.
Alla fine del 2008, la congregazione contava 430 religiose in 80 case.